# Resonancia de plasmones superficiales

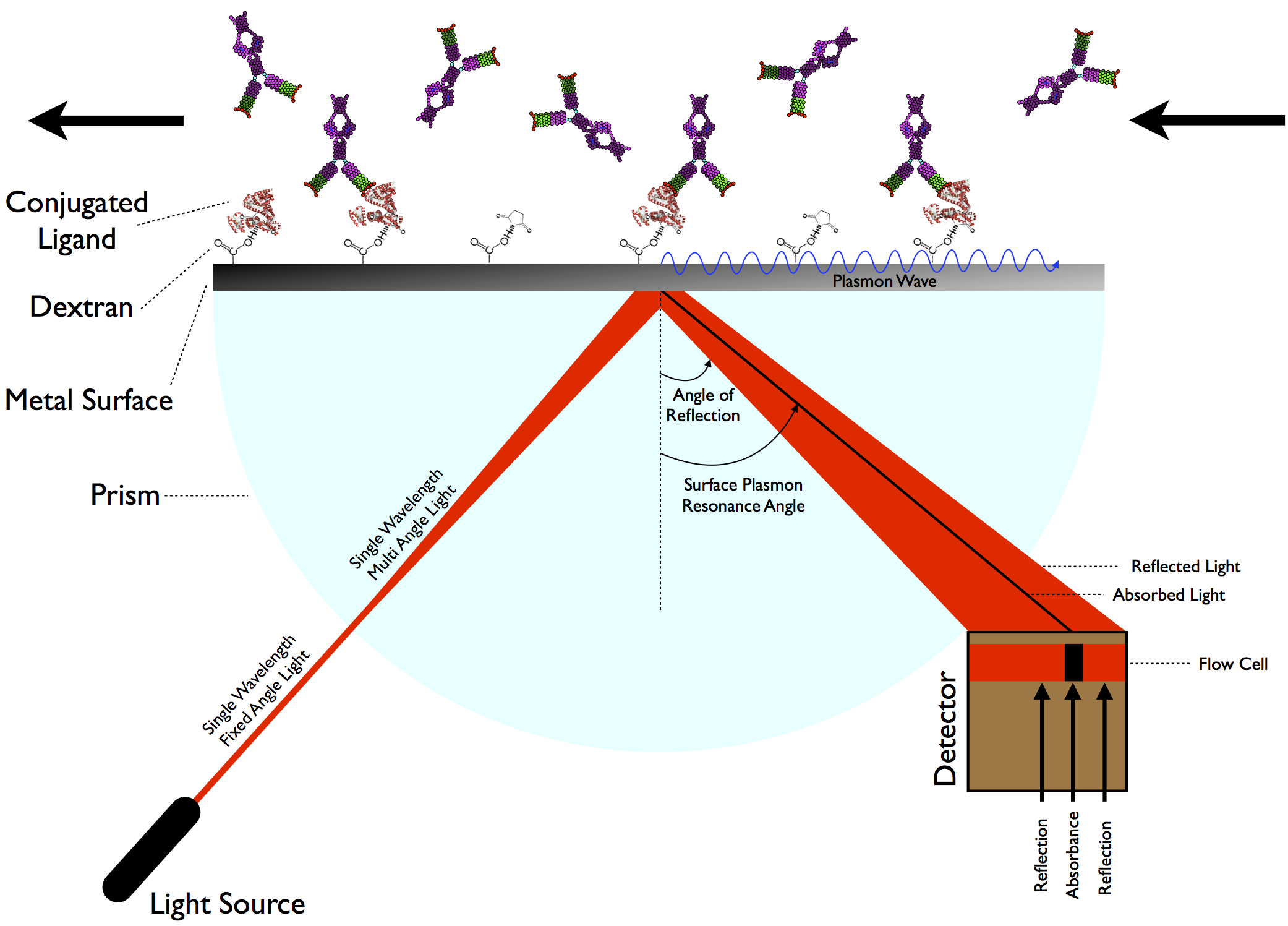
Resonancia de plasmón superficial (SPR)

La resonancia de plasmón superficial (SPR) es un fenómeno que ocurre cuando los electrones en una lámina metálica delgada se excitan con la luz que se dirige a la lámina con un ángulo de incidencia particular y luego viajan paralelamente a la lámina. Suponiendo una longitud de onda de fuente de luz constante y que la lámina de metal es delgada, el ángulo de incidencia que desencadena la SPR está relacionado con el índice de refracción del material e incluso un pequeño cambio en el índice de refracción hará que no se observe la SPR. Esto hace que la SPR sea una técnica posible para detectar sustancias particulares (analitos) y se han desarrollado biosensores SPR para detectar varios biomarcadores importantes.  

## Explicación
El polariton del plasmón superficial es una onda superficial electromagnética no radiativa que se propaga en una dirección paralela a la interfaz permitividad negativa/material dieléctrico. Dado que la onda se encuentra en el límite entre el conductor y el medio externo (aire, agua o vacío, por ejemplo), estas oscilaciones son muy sensibles a cualquier cambio de este límite, como por ejemplo la adsorción de moléculas en la superficie conductora. 
Para describir la existencia y las propiedades de los polaritones de plasmón superficial, se puede elegir entre varios modelos (teoría cuántica, modelo Drude, etc.). La forma más sencilla de abordar el problema es tratar cada material como un continuo homogéneo, descrito por una permitividad relativa dependiente de la frecuencia entre el medio externo y la superficie. Esta cantidad, denominada en adelante "función dieléctrica" de los materiales, es la permitividad compleja. Para que existan los términos que describen el plasmón electrónico de superficie, la parte real de la constante dieléctrica del conductor debe ser negativa y su magnitud debe ser mayor que la del dieléctrico. Esta condición se cumple en la región de longitud de onda infrarroja-visible para las interfaces aire/metal y agua/metal (donde la constante dieléctrica real de un metal es negativa y la del aire o el agua es positiva).
Las LSPR (resonancias de plasmones superficiales localizadas) son oscilaciones colectivas de carga de electrones en nanopartículas metálicas que se excitan con la luz. Exhiben una amplitud de campo cercano mejorada en la longitud de onda de resonancia. Este campo está altamente localizado en la nanopartícula y decae rápidamente lejos de la interfaz nanopartícula/dieléctrico hacia el fondo dieléctrico, aunque la resonancia también mejora la dispersión del campo lejano por la partícula. La mejora de la intensidad de la luz es un aspecto muy importante de los LSPR y la localización significa que el LSPR tiene una resolución espacial (sublongitud de onda) muy alta, limitada únicamente por el tamaño de las nanopartículas. Debido a la amplitud de campo mejorada, los LSPR también mejoran los efectos que dependen de la amplitud, como el efecto magnetoóptico.  

## Implementaciones

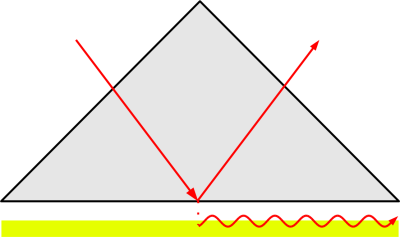
Configuración de Otto

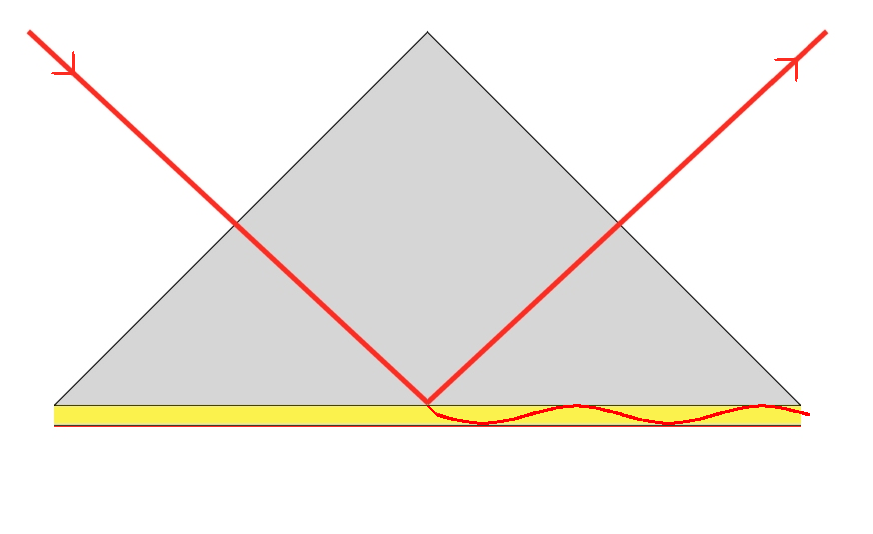
Configuración de Kretschmann

Para excitar los polaritones de plasmón superficial de forma resonante, se puede utilizar un bombardeo de electrones o un haz de luz incidente (los visibles y los infrarrojos son típicos). El haz entrante tiene que igualar su impulso al del plasmón.  En el caso de la luz polarizada p (la polarización se produce paralela al plano de incidencia), esto es posible haciendo pasar la luz a través de un bloque de vidrio para aumentar el número de onda (y el momento) y lograr la resonancia a una longitud de onda determinada y ángulo. La luz polarizada S (la polarización se produce perpendicular al plano de incidencia) no puede excitar los plasmones electrónicos de superficie. Los plasmones de superficie electrónicos y magnéticos obedecen a la siguiente relación de dispersión:
{\displaystyle k(\omega )={\frac {\omega }{c}}{\sqrt {\frac {\varepsilon _{1}\varepsilon _{2}\mu _{1}\mu _{2}}{\varepsilon _{1}\mu _{1}+\varepsilon _{2}\mu _{2}}}}}
donde k( {\displaystyle \omega } ) es el vector de onda, {\displaystyle \varepsilon } es la permitividad relativa, y {\displaystyle \mu } es la permeabilidad relativa del material (1: el bloque de vidrio, 2: la película metálica), mientras que {\displaystyle \omega } es la frecuencia angular y {\displaystyle {c}} es la velocidad de la luz en el vacío. 
Los metales típicos que sustentan los plasmones superficiales son la plata y el oro, pero también se han utilizado metales como el cobre, el titanio o el cromo.
Cuando se utiliza luz para excitar ondas SP, existen dos configuraciones que son bien conocidas. En la configuración Otto, la luz ilumina la pared de un bloque de vidrio, típicamente un prisma, y se refleja totalmente internamente. Se coloca una fina película metálica (por ejemplo, oro) lo suficientemente cerca de la pared del prisma para que una onda evanescente pueda interactuar con las ondas de plasma en la superficie y, por tanto, excitar los plasmones. 
En la configuración de Kretschmann (también conocida como configuración de Kretschmann-Raether), la película metálica se evapora sobre el bloque de vidrio. La luz vuelve a iluminar el bloque de vidrio y una onda evanescente atraviesa la película metálica. Los plasmones se excitan en el lado exterior de la película. Esta configuración se utiliza en la mayoría de las aplicaciones prácticas. 

### Emisión SPR
Cuando la onda de plasmón superficial interactúa con una partícula local o una irregularidad, como una superficie rugosa, parte de la energía puede volver a emitirse en forma de luz. Esta luz emitida se puede detectar detrás de la película metálica desde varias direcciones.

### Implementaciones analíticas
La resonancia de plasmón superficial se puede implementar en instrumentación analítica. Los instrumentos SPR constan de una fuente de luz, un esquema de entrada, un prisma con interfaz de analito, un detector y una computadora.

### Detectores
Los detectores utilizados en la resonancia de plasmones superficiales convierten los fotones de luz reflejados por la película metálica en una señal eléctrica. Se puede utilizar un detector de detección de posición (PSD) o un dispositivo de carga acoplada (CCD) para funcionar como detectores. 

## Aplicaciones
Se han utilizado plasmones de superficie para mejorar la sensibilidad de la superficie de varias mediciones espectroscópicas, incluida la fluorescencia, la dispersión Raman y la generación de segundos armónicos. En su forma más simple, las mediciones de reflectividad SPR se pueden utilizar para detectar adsorción molecular, como polímeros, ADN o proteínas, etc. Técnicamente, es común medir el ángulo de reflexión mínima (ángulo de absorción máxima). Este ángulo cambia en el orden de 0,1° durante la adsorción de una película delgada (aproximadamente nm de espesor). (Véanse también los ejemplos). En otros casos se siguen los cambios en la longitud de onda de absorción.  El mecanismo de detección se basa en que las moléculas adsorbentes provocan cambios en el índice de refracción local, cambiando las condiciones de resonancia de las ondas del plasmón superficial. El mismo principio se aprovecha en la plataforma competitiva recientemente desarrollada basada en multicapas dieléctricas sin pérdidas (DBR), que soportan ondas electromagnéticas superficiales con resonancias más nítidas ( ondas superficiales de Bloch). 
Si la superficie tiene un patrón con diferentes biopolímeros, utilizando ópticas y sensores de imágenes adecuados (es decir, una cámara), la técnica se puede extender a la resonancia de plasmones de superficie (SPRI). Este método proporciona un alto contraste de las imágenes en función de la cantidad de moléculas adsorbidas, algo similar a la microscopía de ángulo de Brewster (esta última se usa más comúnmente junto con una cubeta de Langmuir-Blodgett).
Para las nanopartículas, las oscilaciones localizadas del plasmón superficial pueden dar lugar a colores intensos de suspensiones o soles que contienen las nanopartículas. Las nanopartículas o nanocables de metales nobles presentan fuertes bandas de absorción en el régimen de luz ultravioleta (luz visible) que no están presentes en el metal a granel. Este extraordinario aumento de absorción se ha aprovechado para aumentar la absorción de luz en células fotovoltaicas mediante el depósito de nanopartículas metálicas en la superficie de la célula.  La energía (color) de esta absorción difiere cuando la luz está polarizada a lo largo o perpendicular al nanocables.  Los cambios en esta resonancia debido a cambios en el índice local de refracción tras la adsorción de las nanopartículas también se pueden utilizar para detectar biopolímeros como el ADN o las proteínas. Las técnicas complementarias relacionadas incluyen resonancia de guía de ondas de plasmón, QCM, transmisión óptica extraordinaria e interferometría de doble polarización.

### Inmunoensayo SPR

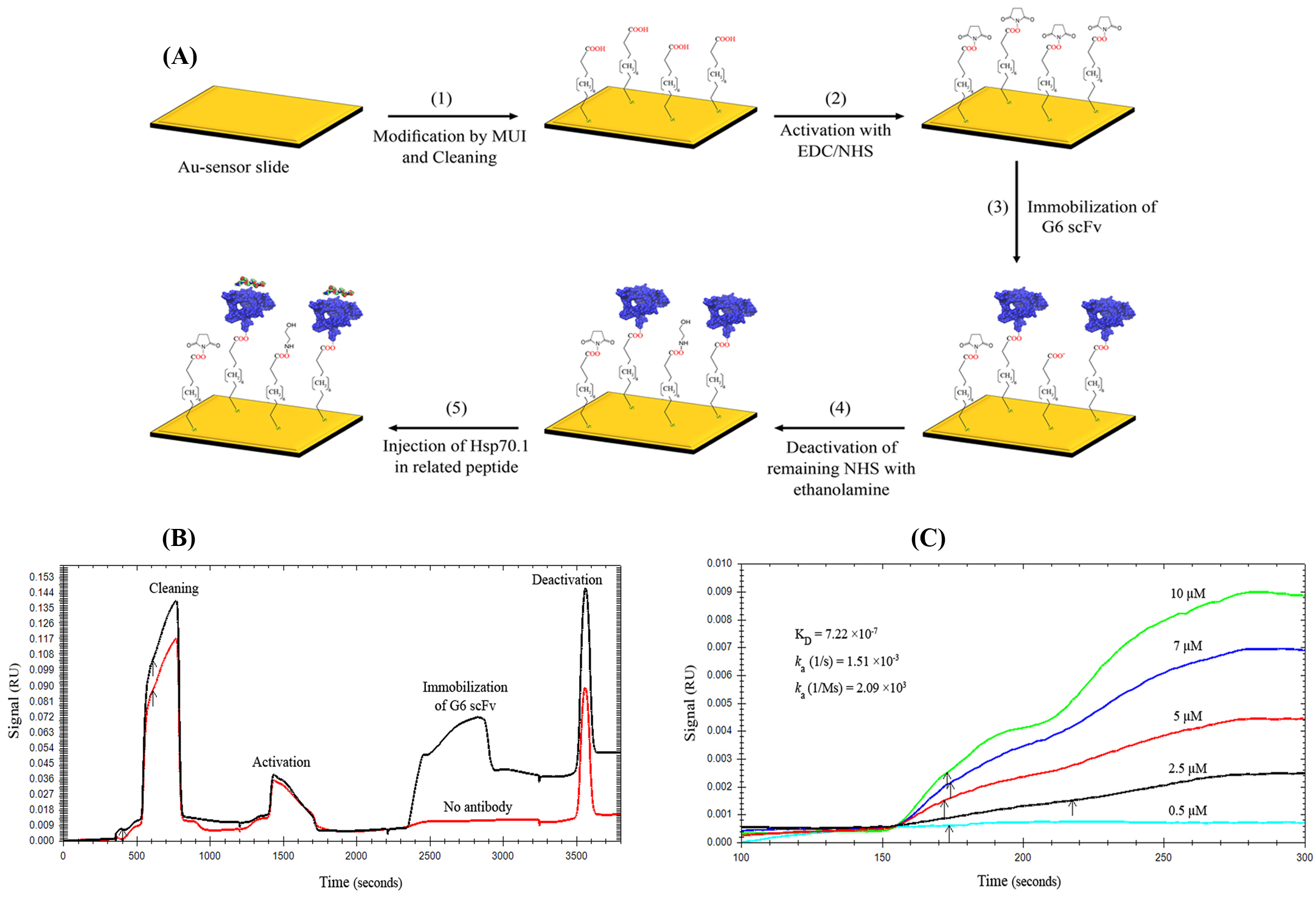
Análisis SPR del scFv G6 purificado. (A) Esquema ilustrativo que representa la inmovilización de G6 scFv en un Ausensor modificado con MUA. (B) Sensograma SPR de la inmovilización del scFv G6 en un portaobjetos con sensor de Au modificado con MUA. (C) Sensograma de Hsp70 en péptido relacionado. scFv : un fragmento variable monocatenario de un anticuerpo

El primer inmunoensayo SPR fue propuesto en 1983 por Liedberg, Nylander y Lundström, entonces del Instituto Tecnológico de Linköping (Suecia).  Adsorbieron IgG humana en una película de plata de 600 Ångström y utilizaron el ensayo para detectar IgG antihumana en una solución acuosa. A diferencia de muchos otros inmunoensayos, como ELISA, un inmunoensayo SPR no tiene etiquetas porque no se requiere una molécula marcadora para la detección del analito.    Además, las mediciones de SPR se pueden seguir en tiempo real, lo que permite monitorear pasos individuales en eventos de unión secuenciales, particularmente útiles en la evaluación de, por ejemplo, complejos tipo sándwich.

### Caracterización de materiales
La resonancia de plasmones de superficie multiparamétrica, una configuración especial de SPR, se puede utilizar para caracterizar capas y pilas de capas. Además de la cinética de unión, MP-SPR también puede proporcionar información sobre cambios estructurales en términos de espesor real de la capa e índice de refracción. MP-SPR se ha aplicado con éxito en mediciones de focalización y ruptura de lípidos,  monocapa única de grafeno (3,7 Å) depositada por CVD  así como polímeros de micrómetros de espesor. 

### Interpretación de datos
La interpretación de datos más común se basa en las fórmulas de Fresnel, que tratan las películas delgadas formadas como capas dieléctricas infinitas y continuas. Esta interpretación puede dar como resultado múltiples valores posibles de índice de refracción y espesor. Generalmente sólo una solución está dentro del rango de datos razonable. En la resonancia de plasmón de superficie multiparamétrica, se adquieren dos curvas SPR escaneando un rango de ángulos en dos longitudes de onda diferentes, lo que da como resultado una solución única tanto para el espesor como para el índice de refracción.
Los plasmones de partículas metálicas suelen modelarse utilizando la teoría de dispersión de Mie.
En muchos casos no se aplican modelos detallados, pero los sensores se calibran para la aplicación específica y se utilizan con interpolación dentro de la curva de calibración.

### Aplicaciones novedosas
Debido a la versatilidad de la instrumentación SPR, esta técnica combina bien con otros enfoques, lo que lleva a aplicaciones novedosas en diversos campos, como los estudios biomédicos y ambientales.
Cuando se combinan con la nanotecnología, los biosensores SPR pueden utilizar nanopartículas como portadores de implantes terapéuticos. Por ejemplo, en el tratamiento de la enfermedad de Alzheimer, se pueden utilizar nanopartículas para administrar moléculas terapéuticas de forma específica.  En general, la biodetección SPR está demostrando ventajas sobre otros enfoques en el campo biomédico debido a que esta técnica no tiene etiquetas, tiene costos más bajos, es aplicable en entornos de puntos de atención y es capaz de producir resultados más rápidos para cohortes de investigación más pequeñas.
En el estudio de contaminantes ambientales, la instrumentación SPR se puede utilizar como reemplazo de las antiguas técnicas basadas en cromatografía. La investigación actual sobre la contaminación se basa en la cromatografía para monitorear los aumentos de la contaminación en un ecosistema a lo largo del tiempo. Cuando se utilizó instrumentación SPR con una configuración de prisma de Kretschmann en la detección de clorofeno, un contaminante emergente, se demostró que la SPR tiene niveles de precisión y exactitud similares a las técnicas de cromatografía.  Además, la detección SPR supera las técnicas de cromatografía gracias a su análisis sencillo y de alta velocidad.

## Ejemplos

### Autoensamblaje capa por capa

Curvas SPR medidas durante la adsorción de un polielectrolito y luego una película autoensamblada de mineral de arcilla sobre un sensor de oro delgado (aproximadamente 38 nanómetros).

Una de las primeras aplicaciones comunes de la espectroscopia de resonancia de plasmones de superficie fue la medición del espesor (y el índice de refracción) de nanopelículas autoensambladas adsorbidas sobre sustratos de oro. Las curvas de resonancia cambian a ángulos más altos a medida que aumenta el espesor de la película adsorbida. Este ejemplo es una medición de 'SPR estática'.
Cuando se desea una observación a mayor velocidad, se puede seleccionar un ángulo justo debajo del punto de resonancia (el ángulo de reflectancia mínima) y medir los cambios de reflectividad en ese punto. Esta es la llamada medición de 'SPR dinámico'. La interpretación de los datos supone que la estructura de la película no cambia significativamente durante la medición.

### Determinación constante vinculante

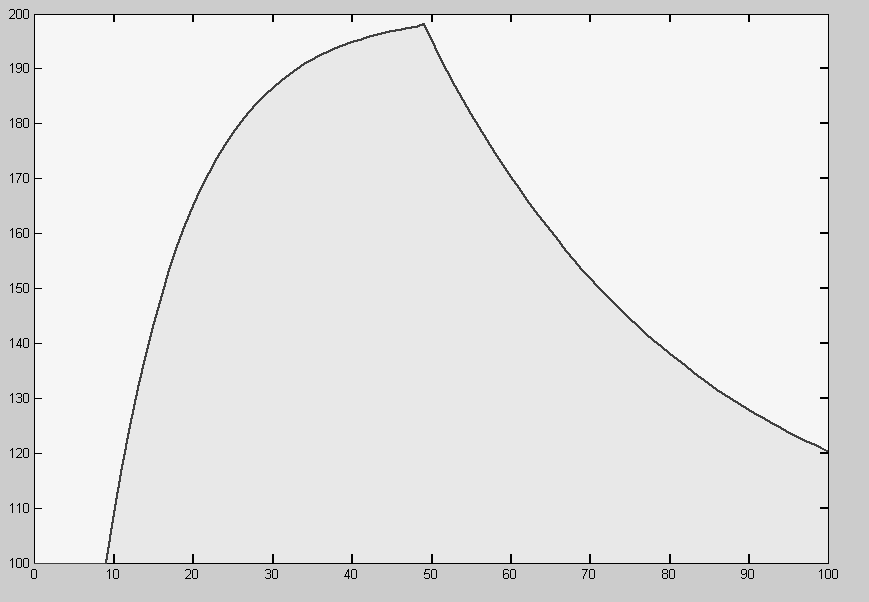
Señal de asociación y disociación.

Ejemplo de salida de Biacore

SPR se puede utilizar para estudiar la cinética de interacciones moleculares en tiempo real. La determinación de la afinidad entre dos ligandos implica establecer la constante de disociación de equilibrio, que representa el valor de equilibrio del cociente del producto. Esta constante se puede determinar utilizando parámetros SPR dinámicos, calculados como la tasa de disociación dividida por la tasa de asociación.
{\displaystyle K_{\rm {D}}={\frac {k_{\text{d}}}{k_{\text{a}}}}}
En este proceso, se inmoviliza un ligando en la superficie de dextrano del cristal SPR. A través de un sistema de microflujo, se inyecta una solución con el analito sobre la superficie cubierta por el ligando. La unión del analito al ligando provoca un aumento en la señal SPR (expresada en unidades de respuesta, RU). Después del tiempo de asociación, se introduce una solución sin el analito (normalmente un tampón) en los microfluidos para iniciar la disociación del complejo unido entre el ligando y el analito. A medida que el analito se disocia del ligando, la señal SPR disminuye. A partir de estas tasas de asociación ('tasa de activación', ka) y de disociación ('tasa de desactivación', kd), se puede calcular la constante de disociación de equilibrio ('constante de unión', KD).
La señal SPR detectada es consecuencia del "acoplamiento" electromagnético de la luz incidente con el plasmón superficial de la capa de oro. Esta interacción es particularmente sensible a las características de la capa en la interfaz oro-solución, que suele tener sólo unos pocos nanómetros de espesor. Cuando las sustancias se unen a la superficie, se altera la forma en que se refleja la luz, provocando un cambio en el ángulo de reflexión, que puede medirse como una señal en experimentos SPR. Una aplicación común es medir la cinética de las interacciones anticuerpo-antígeno.

### Análisis termodinámico
Como los biosensores SPR facilitan las mediciones a diferentes temperaturas, se pueden realizar análisis termodinámicos para obtener una mejor comprensión de la interacción estudiada. Al realizar mediciones a diferentes temperaturas, normalmente entre 4 y 40 °C, es posible relacionar las constantes de velocidad de asociación y disociación con la energía de activación y así obtener parámetros termodinámicos que incluyen entalpía de unión, entropía de unión, energía libre de Gibbs y capacidad calorífica.

### Mapeo de epítopos por pares
Como SPR permite la monitorización en tiempo real, los pasos individuales en eventos de unión secuenciales se pueden evaluar exhaustivamente al investigar la idoneidad entre anticuerpos en una configuración tipo sándwich. Además, permite el mapeo de epítopos ya que los anticuerpos de epítopos superpuestos se asociarán con una señal atenuada en comparación con aquellos capaces de interactuar simultáneamente.

## Innovaciones

### Resonancia magnética de plasmones
Recientemente, ha habido interés en los plasmones de superficie magnética. Estos requieren materiales con una gran permeabilidad magnética negativa, una propiedad que recientemente se ha puesto a disposición con la construcción de metamateriales.

### Grafeno
Se ha demostrado que colocar capas de grafeno sobre oro mejora el rendimiento del sensor SPR.  Su alta conductividad eléctrica aumenta la sensibilidad de detección. La gran superficie del grafeno también facilita la inmovilización de biomoléculas mientras que su bajo índice de refracción minimiza su interferencia. Mejorar la sensibilidad SPR mediante la incorporación de grafeno con otros materiales amplía el potencial de los sensores SPR, haciéndolos prácticos en una gama más amplia de aplicaciones. Por ejemplo, la sensibilidad mejorada del grafeno se puede utilizar junto con un sensor SPR de plata, lo que proporciona una alternativa rentable para medir los niveles de glucosa en la orina. 
También se ha demostrado que el grafeno mejora la resistencia de los sensores SPR al recocido a alta temperatura hasta 500 °C. 

### SPR de fibra óptica
Los avances recientes en la tecnología SPR han dado lugar a formatos novedosos que aumentan el alcance y la aplicabilidad de la detección SPR. La SPR de fibra óptica implica la integración de sensores SPR en los extremos de las fibras ópticas, lo que permite el acoplamiento directo de la luz con los plasmones de la superficie a medida que los analitos pasan a través de un núcleo SPR hueco.  Este formato ofrece una sensibilidad mejorada y permite el desarrollo de dispositivos de detección compactos, lo que lo hace particularmente valioso para aplicaciones que requieren detección remota en el campo.  También ofrece una mayor superficie para que los analitos se unan al revestimiento interno de la fibra óptica.